# 阿南·賽迪
阿南·賽迪（1915年—1942年2月14日），又譯阿德南·賽迪，馬來亞雪蘭莪人，第二次世界大戰時期英國陸軍馬來亞司令部馬來軍團軍官，1942年在新加坡巴西班讓戰役中激烈抵抗日軍而最終陣亡，在馬來西亞和新加坡被視為民族英雄。

## 生平
阿南出生於馬來亞雪蘭莪州加影附近的雙溪拉馬爾（今萬宜新鎮）的一個米南佳保家庭，是家中六個孩子中的長子，早年就讀於北幹雙溪拉馬爾學校（Pekan Sungei Ramal School），畢業後繼續留在母校當了一年多的見習教師。
阿南於1933年加入英國陸軍馬來亞司令部馬來軍團，因表現出色被選為最佳新兵，1936年晉升中士。1937年，他代表馬來聯邦參加喬治六世的加冕遊行，並獲得了加冕勳章。
1941年底，阿南被派往新加坡參加軍官訓練課程，與家人住在巴西班讓（Pasir Panjang）。完成訓練後，他晉升中尉，被任命為第1馬來軍團第1營C連第7排排長。同年12月，馬來亞戰役爆發後，為了確保家人的安全，他把他們送回家鄉。
1942年2月，日軍侵略新加坡，阿南率領42名兵士禦敵，於2月12日至15日期間在巴西班讓一帶的鴉片山（Bukit Chandu）與日軍展開激烈戰鬥。在戰鬥中，日軍試圖偽裝成英屬印度軍旁遮普士兵潛入馬來軍團，結果被阿南識破，因為英軍是三人並排行走的，而日軍則是四人。 他命令部下向日軍開火，射死了22名假扮旁遮普士兵的日本士兵。在日軍的猛烈炮擊下，以及食品、醫療用品和彈藥短缺的情況下，阿南等人抵擋了日軍的連續進攻。阿南本人最終受了槍傷，部隊只剩下幾枚手榴彈，迫不得已用刺刀與日軍進行殘酷的肉搏戰。儘管寡不敵眾，他拒絕投降，並敦促部下戰鬥到底。
众學者認為阿南的確於2月14日在巴西班讓戰役中陣亡，但英日兩方對他陣亡的說法在具體細節上有所不同， 他的實際死亡情況從未被正式記錄下來。日軍的說法是日軍俘虜了身負重傷的阿南，不斷對他拳打腳踢，經過兩天的頑強抵抗和拒絕投降後，他被綁在樹上用刺刀刺死。 另一種說法是日軍把他綁在麻袋裡毆打一頓，後反覆用刺刀刺死，再將他的屍體倒掛在樹上。英軍的報告證實阿南的屍體在新加坡淪陷後被發現倒掛在樹上，在許多有關馬來亞戰役的文獻中得到了重複。戰後，阿南的遺體安葬於克蘭芝陣亡戰士公墓。

## 家庭
阿南的弟弟艾哈邁德（Ahmad）和阿馬魯拉（Amarullah）也是軍人。1942年1月，艾哈邁德乘坐英國皇家海軍艦艇「佩蘭多克號」 (HMS Pelandok) 前往澳洲時遭到日軍空襲，死於途中。
阿南於1938年與伊斯蘭教宗教教師索菲亞·帕基爾（Sophia Pakir）結婚，育有一女，早夭。他們後來育有二子：莫赫塔爾（Mokhtar），現居芙蓉市；再努丁（Zainudin) ，現居柔佛。莫赫塔爾在回憶父親時曾說，他父親“話不多，是一個嚴肅的人，嚴守紀律，總是正顏厲色，但有一顆善良的心，似乎有一道光照亮了他的臉。” 索菲亞於1949年去世。

## 紀念
阿南在巴西班讓戰役中的英勇行為受人景仰，在新加坡被視為民族英雄。
1995年，新加坡馬來語報紙《每日新聞》（Berita Harian）大力提倡將阿南提升為民族英雄，同年新加坡政府在肯特崗公園設立了一座紀念阿南和馬來第一步兵旅的戰爭紀念牌。
1999年，新加坡總理吳作棟將阿南尊為民族英雄，其故事開始出現在歷史教科書中。
2002年，巴西班讓鴉片山（Bukit Chandu）的一座殖民地時代平房被改建為鴉片山崗戰役紀念館（Reflections at Bukit Chandu）。
1997年，為了增添地鐵站的美觀，陸路交通管理局推展“藝術之旅”計畫，在各個地鐵站展示藝術作品。2011年開始啟用的巴西班讓地鐵站貼滿了由何子彥（Ho Tzu Nyen）創作、和阿南有關的一部虛構電影的模擬海報，亞倫·阿齊茲（Aaron Aziz）飾演阿南。
2019年6月5日開齋節當天，新加坡政府發行了1819年-2019年版20新元紀念幣，紀念阿南和其他七位新加坡歷史人物。
阿南也在馬來西亞被公認為民族英雄，其故事被改編成小說，作為中學馬來語課程的教材。

## 相關文藝影視作品
- 2000年，馬來西亞電影《阿南中尉》（Leftenan Adnan），海莉·奧斯曼（Hairie Othman）飾演阿南[13]
- 2001年，新加坡電視劇《戰爭日記》（A War Diary）
- 2004年，新加坡電視劇《人生故事》（Life Story），亞倫·阿齊茲（Aaron Aziz）飾演阿南[14]
- 2016年，新加坡電視劇《英雄：鴉片山戰役》（Heroes: Battle of Bukit Chandu），法德魯爾·拉赫曼飾演阿南

## 外部連結
- Adnan Saidi